# イアン・ギバウト
- イアン・ジボー

イアン・フィリップ・ギバウト（Ian Philip Gibaut, 英語発音: /ˈiən ʤɪˈboʊ/; 1993年11月19日 - ）は、アメリカ合衆国テキサス州ヒューストン出身のプロ野球選手（投手）。右投右打。MLBのシンシナティ・レッズ傘下所属。

## 経歴

### プロ入りとレイズ時代
2015年のMLBドラフト11巡目（全体328位）でタンパベイ・レイズから指名を受けてプロ入り。プロ入り後はプリンストン・レイズでプロデビューを果たし、シーズンでは、3勝1敗、防御率2.12の成績を残した。
2016年は、A級のボーリング・グリーンホットロッズとA+級のシャーロット・ストーンクラブズでプレーした。2チーム合計で34試合に登板し、2勝2敗、防御率2.53だった。
2017年は、A+級のシャーロット・ストーンクラブズとAA級のモンゴメリー・ビスケッツでプレーした。2チーム合計で48試合に登板し、7勝1敗、防御率2.21だった。
2018年はAAA級のダーラム・ブルズでプレーした。4勝3敗、防御率2.09の成績を残した。シーズン終了後にロースターに追加された。
2019年は開幕を故障者リストで迎えた。A+級のシャーロット・ストーンクラブズでのリハビリを経て、AAA級のダーラム・ブルズに復帰した。7月5日にメジャーに昇格して、7月12日のボルチモア・オリオールズ戦でメジャーデビュー。7月23日にDFAになった。

### レンジャーズ時代
7月28日に後日発表選手と金銭とのトレードでテキサス・レンジャーズに移籍した。移籍後はAAA級のナッシュビル・サウンズに配属された。 レンジャーズでは9試合の登板で1勝1敗、防御率5.11だった。12月2日にFAになったが、12月19日にスプリングトレーニングの招待選手としてマイナー契約を結んだ。
2020年は、8月17日のサンディエゴ・パドレス戦でフェルナンド・タティス・ジュニアが7点リードの8回に3ボールから満塁本塁打を放った直後に登板し、次打者のマニー・マチャドの初球で内角へ投球した。これが故意とみなされて3試合の出場停止となった。シーズンでは14試合に登板して0勝1敗、防御率6.57だった。

### ツインズ時代
10月30日にミネソタ・ツインズに移籍した。
2021年2月19日にマット・シューメーカーの加入に伴いロースターから外れたため、スプリング・トレーニングには招待選手として参加した。シーズンでは、AAA級のセントポール・セインツで27試合に登板し、1勝3敗、防御率7.20だった。10月14日にFAになった。

### ガーディアンズ時代
2022年3月17日にクリーブランド・ガーディアンズとマイナー契約を結んだ。6月27日にメジャーリーグに昇格したが、登板した翌日にDFAになった。

### ドジャース傘下時代
6月30日にロサンゼルス・ドジャースに移籍した。登板がないまま7月3日にDFAになった。

### レッズ時代
7月5日にシンシナティ・レッズに移籍した。この年は2球団合計で34試合に登板して、1勝2敗1セーブ、防御率4.50、48奪三振を記録した。
2023年はシーズン開幕前の3月に開催された第5回WBCのイギリス代表に選出された。この年は74試合に登板して、8勝4敗3セーブ、防御率3.33、69奪三振を記録した。
2024年は怪我の影響でシーズンのほとんどをマイナーで過ごしたが、9月24日のガーディアンズ戦(プログレッシブ・フィールド)で復帰した。オフの11月22日にノンテンダーFAとなった。この年メジャーでは、シーズンの最終盤に2試合に登板したのみであった。
2025年1月29日にマイナー契約で再契約を結び、同年のスプリングトレーニングに招待選手として参加することになった。

## プレースタイル・人物
父親はイギリス・ジャージー出身で、オックスフォード大学でプレーしたクリケット選手であるラッセル・ジボー（英語: Russel Gibaut）。

## 詳細情報

### 年度別投手成績
| 年 度    | 球 団    | 登 板 | 先 発 | 完 投 | 完 封 | 無 四 球 | 勝 利 | 敗 戦 | セ 丨 ブ | ホ 丨 ル ド | 勝 率 | 打 者 | 投 球 回 | 被 安 打 | 被 本 塁 打 | 与 四 球 | 敬 遠 | 与 死 球 | 奪 三 振 | 暴 投 | ボ 丨 ク | 失 点 | 自 責 点 | 防 御 率 | W H I P |
| -------- | -------- | ----- | ----- | ----- | ----- | -------- | ----- | ----- | -------- | ----------- | ----- | ----- | -------- | -------- | ----------- | -------- | ----- | -------- | -------- | ----- | -------- | ----- | -------- | -------- | ------- |
| 2019     | TB       | 1     | 0     | 0     | 0     | 0        | 0     | 0     | 0        | 0           | ----- | 9     | 2.0      | 1        | 0           | 2        | 0     | 0        | 2        | 0     | 0        | 2     | 2        | 9.00     | 1.50    |
| 2019     | TEX      | 9     | 0     | 0     | 0     | 0        | 1     | 1     | 0        | 0           | .500  | 55    | 12.1     | 11       | 1           | 8        | 1     | 1        | 14       | 0     | 1        | 7     | 7        | 5.11     | 1.54    |
| '19計    | TEX      | 10    | 0     | 0     | 0     | 0        | 1     | 1     | 0        | 0           | .500  | 64    | 14.1     | 12       | 1           | 10       | 1     | 1        | 16       | 1     | 0        | 9     | 9        | 5.65     | 1.54    |
| 2020     | TEX      | 14    | 0     | 0     | 0     | 0        | 0     | 1     | 0        | 2           | .000  | 59    | 12.1     | 11       | 2           | 9        | 0     | 1        | 14       | 2     | 1        | 10    | 9        | 6.57     | 1.62    |
| 2021     | MIN      | 3     | 0     | 0     | 0     | 0        | 0     | 0     | 0        | 0           | ----- | 28    | 6.2      | 7        | 2           | 2        | 0     | 1        | 4        | 0     | 0        | 2     | 2        | 2.70     | 1.35    |
| 2022     | CLE      | 1     | 0     | 0     | 0     | 0        | 0     | 0     | 0        | 0           | ----- | 6     | 1.1      | 1        | 0           | 0        | 0     | 1        | 0        | 0     | 0        | 0     | 0        | 0.00     | 0.75    |
| 2022     | CIN      | 33    | 0     | 0     | 0     | 0        | 1     | 2     | 1        | 4           | .333  | 154   | 34.2     | 38       | 3           | 18       | 0     | 0        | 48       | 0     | 1        | 18    | 18       | 4.67     | 1.62    |
| '22計    | CIN      | 34    | 0     | 0     | 0     | 0        | 1     | 2     | 1        | 4           | .333  | 160   | 36.0     | 39       | 3           | 18       | 1     | 0        | 48       | 0     | 1        | 18    | 18       | 4.50     | 1.58    |
| 2023     | CIN      | 74    | 0     | 0     | 0     | 0        | 8     | 4     | 3        | 23          | .667  | 318   | 75.2     | 69       | 8           | 28       | 4     | 4        | 69       | 0     | 0        | 33    | 28       | 3.33     | 1.28    |
| 2024     | CIN      | 2     | 0     | 0     | 0     | 0        | 0     | 0     | 0        | 0           | ----  | 10    | 2.0      | 3        | 0           | 1        | 0     | 0        | 1        | 0     | 0        | 1     | 1        | 4.50     | 2.00    |
| MLB：6年 | MLB：6年 | 137   | 0     | 0     | 0     | 0        | 10    | 8     | 4        | 29          | .556  | 639   | 147.0    | 141      | 16          | 68       | 5     | 8        | 152      | 3     | 2        | 73    | 67       | 4.10     | 1.42    |

- 2024年度シーズン終了時

### 年度別守備成績
| 年 度 | 球 団 | 投手（P） | 投手（P） | 投手（P） | 投手（P） | 投手（P） | 投手（P） |
| 年 度 | 球 団 | 試 合     | 刺 殺     | 補 殺     | 失 策     | 併 殺     | 守 備 率  |
| ----- | ----- | --------- | --------- | --------- | --------- | --------- | --------- |
| 2019  | TB    | 1         | 0         | 0         | 0         | 0         | ----      |
| 2019  | TEX   | 9         | 1         | 1         | 0         | 0         | 1.000     |
| '19計 | TEX   | 10        | 1         | 1         | 0         | 0         | 1.000     |
| 2020  | TEX   | 14        | 0         | 2         | 1         | 0         | .667      |
| 2021  | MIN   | 3         | 0         | 0         | 0         | 0         | ----      |
| 2022  | CLE   | 1         | 0         | 0         | 0         | 0         | ----      |
| 2022  | CIN   | 33        | 2         | 1         | 0         | 0         | 1.000     |
| '22計 | CIN   | 34        | 2         | 1         | 0         | 0         | 1.000     |
| 2023  | CIN   | 74        | 2         | 2         | 2         | 0         | .667      |
| MLB   | MLB   | 135       | 5         | 6         | 3         | 0         | .786      |

- 2023年度シーズン終了時